# Cañada Fuente del Pavo

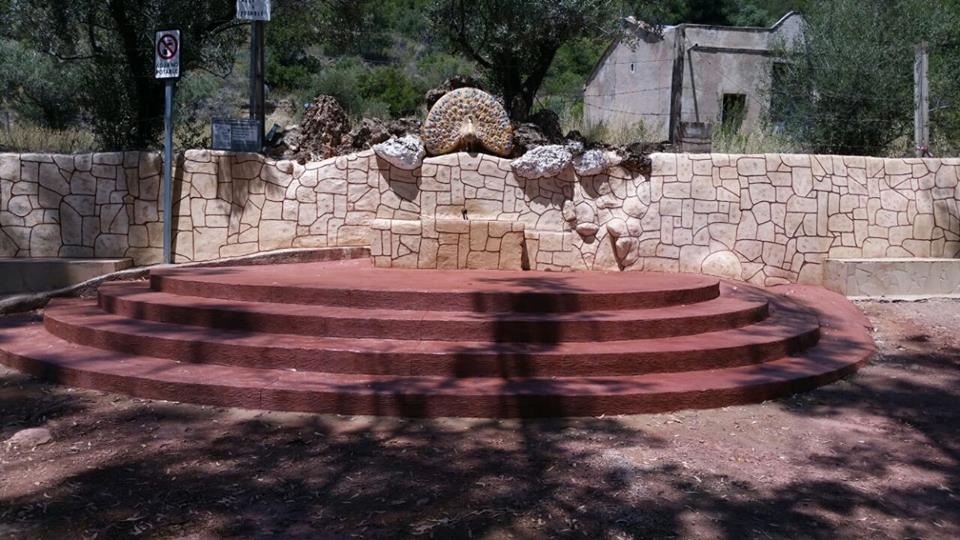

La Cañada Fuente del Pavo o Cañada del Pavo (en valenciano Canyada Font del "Pavo" o Canyada del "Pavo"), es una urbanización que pertenece al municipio de Turís, en la Comunidad Valenciana, España. Perteneciente a la comarca de la Ribera Alta.
Está situado entre las poblaciones de Turís y Montroy alrededor de la carretera CV-50. Es urbanización de segunda residencia principalmente con unas 67 parcelas con  su vivienda, la mayoría diseminadas.
Tiene alrededor de 130 habitantes, la mayoría de ellos son población flotante.
Actualmente, año 2017, la demografía ha bajado por fallecimientos y otras causas,  continuando siendo zona de segunda residencia.

## Toponimia
La palabra “pavo” de la denominación de esta pedanía, no hace referencia a un animal, sino a la filiación referida al apodo (en valenciano “malnom”) de la persona y de la familia que antaño tenía la propiedad de la mayor parte de las tierras de dicha Cañada y que les decían de apodo (y aún les dicen a sus descendientes) el mote “Pavo” o “los Pavo”.

## Fiestas
Las Fiestas de la Cañada tienen lugar en la tercera o cuarta semana de agosto y duran 4 días.
Actualmente, año 2017, solo se celebran 3 días de fiestas por las razones expuestas en el apartado "Otras festividades".

### Otras festividades
Además también celebra la “Fiesta de San Antón”, en enero; la “Fiesta de la Cruz de Mayo”, alrededor del 1.º de mayo y “Fiesta de los Pueblos” (autóctona), alrededor del 9 y 12 de octubre.
Actualmente, año 2017, no se celebran estas festividades por haber bajado la demografía y por haber envejecido las personas que las iniciaron hace unos 10 años, no habiendo relevos por las personas más jóvenes..